# Línea Mason-Dixon

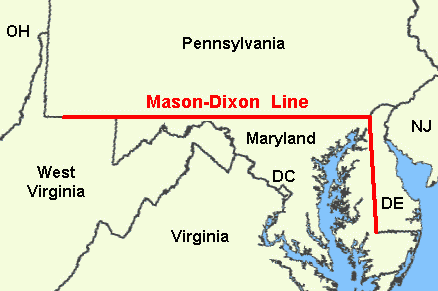
La Línea Mason-Dixon originaria.

La línea Mason-Dixon (del inglés: Mason-Dixon Line) es un límite de demarcación entre cuatro estados de Estados Unidos. Forma parte de la frontera de Maryland y Pensilvania, y aunque menos importante, entre Virginia (desde 1863, Virginia Occidental) y Pennsilvania, y entre Maryland y Delaware. El levantamiento de la línea de frontera se llevó a cabo cuando estos territorios eran todavía colonias británicas. 
Esta línea — resolución de un desacuerdo fronterizo entre dos colonias — rápidamente cayó en el olvido. Fue resucitada después de que Pensilvania empezara a abolir la esclavitud, en 1781; la parte oeste de esta línea y el río Ohio se convirtieron la frontera entre los estados esclavistas, del sur, y los no esclavistas, del norte. (Delaware, sin embargo, que se encuentra al este de esta línea, permaneció como estado esclavista). En lenguaje popular, y especialmente desde el llamado Compromiso de Misuri de 1820, se usa la línea Mason-Dixon simbólicamente como una frontera cultural que divide el norte de Estados Unidos y el sur .
La línea Mason–Dixon fue trazada entre 1763 y 1767 para resolver un conflicto de fronteras en la Norteamérica colonial . Tanto Maryland como Pensilvania reclamaban la tierra entre los paralelos 39 y 40 de acuerdo con las cartas que constituyeron cada colonia.
A mediados de los años 1730 estalló una guerra entre los colonos por trazar la frontera entre Pensilvania y Maryland. El tema no se resolvió hasta que intervino la corona en 1760, ordenando a Frederick Calvert, sexto barón Baltimore, a que aceptara un acuerdo de 1732. Como parte del acuerdo, los Penn y los Calvert encargaron a un equipo inglés, formado por Charles Mason y Jeremiah Dixon, el levantamiento topográfico de las fronteras recién establecidas entre la provincia de Pensilvania, la de Maryland, la colonia de Delaware y partes de la colonia y antiguo dominio de Virginia.

## Historia
La línea fue establecida para terminar una disputa de límites entre las colonias británicas de Maryland y Pensilvania/Delaware. Maryland había sido concedido en 1632 como el territorio al norte del río Potomac hasta el paralelo 40.º La concesión de Pensilvania expedida por el rey Carlos II en 1681 definía su límite sur siguiendo el círculo de 12 millas de radio alrededor de la ciudad de New Castel, Delaware, hasta el comienzo del paralelo de 40.º de latitud norte. A partir de ahí el límite seguiría el paralelo 40 hacia el oeste 5.º de longitud. Sin embargo el paralelo 40.º en realidad no intersecaba el círculo de 12 millas, sino que yacía algunos kilómetros al norte, debido a que el mapa en el que Carlos II había establecido los límites entre las colonias no era lo suficientemente preciso. Así la definición del límite sur de Pensilvania era contradictoria y poco clara. El problema más serio era que el reclamo de Maryland ubicaría a Filadelfia, la ciudad más grande de Pensilvania, dentro de Maryland. Carlos II entonces decidió resolver el problema otorgando adicionalmente a los Penn las tres colonias bajas alrededor de la bahía de Delaware, la que luego fue la colonia de Delaware, satélite de Pensilvania. Estas tierras en principio pertenecían originalmente a Maryland, por lo que el acuerdo no prosperó. En 1732 el gobernador de Maryland, Charles Calvert, 5.º barón de Baltimore firmó un acuerdo con los hijos de William Penn, el cual establecía el límite entre las colonias y la renuncia de los Calvert a reclamar por las colonias de Delaware. Sin embargo, posteriormente Lord Baltimore reclamó que el documento firmado no contenía los términos acordados, y se rehusó a efectivizar y materializar el acuerdo. A mediados de 1730, se desataron las hostilidades entre colonos leales a Maryland y Pensilvania. Este conflicto sería conocido como la guerra de Cresap. El problema permaneció irresuelto hasta la intervención de la Corona inglesa en 1760, ordenando a Frederick Calvert, 6.º barón de Baltimore, aceptar el acuerdo de 1732. Nombrado como Secretario de la Comisión de Límites en 1750, Benjamin Chew representó a la familia Penn durante los próximos diecisiete años en la disputa de límites con, primero Charles Calvert 5.º Barón de Baltimore, y luego su hijo Frederick Calvert, 6.º Barón de Baltimore de Maryland, hasta que dicho problema fue resuelto pacíficamente en 1767. El límite fue establecido de la siguiente manera:
- Entre Pensilvania y Maryland: El paralelo (línea de latitud) 15 millas (24 km) al sur del punto más meridional de la ciudad de Filadelfia, medido aproximadamente en lo 39º 43’ Norte de latitud.
- Entre Delaware y Maryland: 
  - La ya existente línea Transpeninsular Este – Oeste desde el océano Atlántico hasta la bahía de Chesapeake, desde su punto medio.
  - Una línea tangente al círculo de doce millas alrededor de la ciudad de New Castle, Delaware que conecte el punto medio de la línea Transpeninsular hasta el lado occidental del círculo de 12 millas.
  - Una línea norte, sobre un meridiano (línea de longitud) desde el punto tangente hasta el límite entre Maryland y  Pensilvania.
  - Cualquier porción de territorio dentro del círculo de doce millas y al oeste de la línea norte, permanecería parte de Delaware.

La disputa fue resuelta por un equipo británico formado por el astrónomo Charles Mason y el agrimensor Jeremiah Dixon, quienes replantearon la que fue conocida como la línea Mason– Dixon. Les costó a los Calverts de Maryland y los Penns de Pensilvania £3,512 replantear 244 millas (393 km) con precisión. Para ellos el dinero fue bien invertido, ya que en un país nuevo no existía otra forma dividir propiedades. La línea Mason-Dixon está formada por cuatro segmentos correspondientes a los términos del acuerdo:
- La línea tangente.
- La línea norte.
- El segmento de arco (arc line).
- El paralelo 39º 43’Norte.

La tarea más difícil fue encontrar la línea tangente, debido a que en principio debían confirmar la precisión del punto medio de la línea Transpeninsular y del arco de 12 millas, determinar el punto tangente al círculo,  y recién replantear el límite, la línea norte y el segmento de arco (arc line). Este trabajo fue realizado entre 1763 y 1767. A pesar de todo permaneció una cuña de terreno en disputa entre Pensilvania y Delaware hasta 1921.
En abril de 1765 Mason y Dixon comenzaron su trabajo de la línea más famosa, entre Maryland y Pensilvania. Debían extenderla una distancia correspondiente a 5º de longitud al oeste del río Delaware, fijando así el límite oeste de Pensilvania. Sin embargo, en octubre de 1767, en el arroyo Dunkard, cerca del Monte Morris, Pensilvania, a 244 millas (393km) al oeste del Delaware, sus guías Iroqueses se negaron a seguir adelante, habiendo alcanzado la frontera de sus tierras con los Lenape, con quienes estaban enfrentados. Así el grupo se vio obligado a terminar y el 11 de octubre, realizaron la última observación,  a 233 millas (375km) del punto de partida.
En 1784, los agrimensores David Rittenhouse y Andrew Ellicott y su equipo completaron el recorrido de la línea Mason Dixon hasta la esquina suroeste de Pensilvania, cinco grados al oeste desde el río Delaware. En ese meridiano se constituiría el límite oeste del estado de Pensilvania hasta su límite norte. Otros topógrafos continuaron la línea Mason-Dixon al oeste hasta el río Ohio, dicha línea es la divisoria entre los condados de Marshall y Wetzel, del estado de Virginia Occidental.
Luego de que Pensilvania aboliese la esclavitud en 1781, la parte oeste de la línea y el río Ohio se transformaron en la frontera entre los estados esclavistas y los abolicionistas, a pesar de que Delaware mantuvo la esclavitud hasta que la decimotercer enmienda fue ratificada en 1865. La línea Mason-Dixon fue vuelta a replantear tres veces: en 1849, 1900 y en los 1960’s, sin cambios sustanciales, probando el gran trabajo realizado por Mason y Dixon a fines del siglo XVIII.

## Cultura
- Mason y Dixon (1997) es el título de una novela escrita por el estadounidense Thomas Pynchon. La novela abarca las vidas de Mason y Dixon, dentro del contexto de la historia de Norteamérica, junto a  numerosos  y variados relatos sobre temas como ciencia, geomancia, deísmo, conspiraciones jesuíticas, abducción alienígena y diversas leyendas.[7]
- La canción Sailing to Philadelphia del álbum del mismo nombre de Mark Knopfler, también se refiere a Mason y Dixon, y está inspirada en el libro de Pynchon.[8]
- El nombre también es utilizado en la película de la saga Rocky, Rocky Balboa (2006) como nombre del actual campeón al cual Rocky se enfrenta en el filme.[9]